# Марія Калерґіс
Графиня Марія-Луїза фон Нессельроде (Maria Luisa Reichsgräfin von Nesselrode-Ereshoven), у першому шлюбі Калерґіс (пол. Maria Kalergis), у другому шлюбі Марія Федорівна Муханова (7 серпня 1822, Варшава — 22 травня 1874, Варшава
) — польська піаністка та покровителька мистецтв. Племінниця глави російської дипломатії Карла Нессельроде, прабабка Ріхарда Куденхове-Калергі.

## Біографія

### Ранні роки та перший шлюб
Дочка генерала російської служби Фрідріха Карла Нессельроде (1786—1869), що походив із медіатизованого роду імперських графів. Мати — полька, Текля Наленч-Гурська (Tekla Nałęcz-Górska; 1795—1848), сестра Йосипа Горського — камергера двору імператора Олександра I.
Після розлучення батьків разом з молодшою сестрою в 1828 році була привезена в Петербург і удочерена родичкою Оленою Дмитрівною Сверчковою, дочкою графа Дмитра Гур'єва, і отримала прізвище Сверчкова. Була досить гарна собою, князь Вяземський писав:
|  | У неї була і вкрадлива краса сарматської жіночності та тихе поетичне сяйво німецької Туснельди. Додайте до цього блиск французької освіченості, живу грайливість розуму та балакучості, і можна легко зрозуміти, що вона повинна була зайняти виняткове та почесне місце скрізь, де б вона не знаходилася. |

15 січня 1839 року 16-річна Марія була видана заміж за великого торговця грецького походження Івана (Яна) Еммануїловича Калергі (Калерґі; 1814—1863), спадкоємця мільйонного статку. Як весільний подарунок чоловік підніс дружині 600 тисяч золотих рублів і ділянку з будинком на Невському проспекті, буд. № 12, раніше належав матері нареченого. Через рік подружжя розлучилося. Чоловік поїхав до Італії, а дружина у супроводі закоханого до неї графа Адама Потоцького вирушила до Франції.

### Салон у Парижі

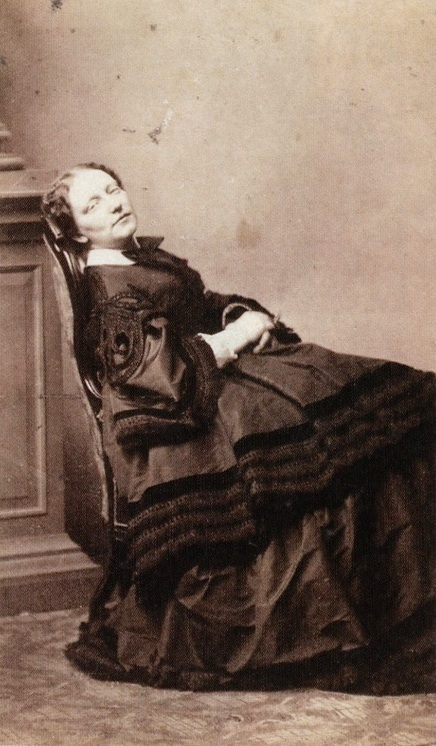
Марія Муханова незадовго до смерті

Марія, одержуючи від чоловіка значні кошти на утримання, проживала в Петербурзі, Парижі, Варшаві, Баден-Бадені. Брала уроки музики у Шопена та Ліста. Крім польської, знала французьку, німецьку, англійську, італійську, російську мови. Салон Калерґіс на вулиці Анжуйській відвідував весь вищий світ Парижа. Сучасники відносили до закоханих у польську красуню безліч знаменитостей : серед них генерал Кавеньяк, граф Моле, Дюма, Мюссе, Ліст, Шопен, Готьє, Гейне, Норвід. Троє останніх присвятили їй вірші (Гейне — «Білий слон», Готьє — «Мажорно-біла симфонія»), а Норвід — навіть трихактну трагедію «Перстень Великої дами». Достовірно відомо, що Марія була коханою Ежена Сю, який вивів її у романі "Вічний жид" під ім'ям Адрієнни Кардовіль.
Виконувала секретні доручення російського двору. Зіграла значну роль при захопленні влади Луї Наполеоном Бонапартом, згодом імператором Наполеоном III . Віктор Гюго писав про цей бік життя білявої красуні у своєму памфлеті «Історія одного злочину» (1852, опубл. 1877).
У 1857—1871 роках виступала як піаністка. Калерґіс була добре знайома з Ріхардом Вагнером та Станіславом Монюшком, брала діяльну участь у їх долі: допомогла Монюшкові поставити оперу «Галька» на варшавській сцені (1858) і організувала благодійний концерт на його користь, прийняла на свій рахунок збитки Вагнера після невдачі його паризьких концертів тощо.

### Другий шлюб
Після початку російсько-французької війни за вказівкою канцлера Нессельроде залишила Париж і оселилася у Варшаві, де жила у помешканні батька і вела досить скромне життя. Була серед засновників Інституту музики у Варшаві (пізніше — Варшавська консерваторія), разом із Монюшко заснувала Варшавське музичне товариство (пізніше — Варшавська філармонія).
У 41-річному віці Марія Калерґіс вийшла заміж у Вісбадені 18 жовтня 1863 року за 30-річного Сергія Сергійовича Муханова (1833—1897) — героя оборони Севастополя, директора варшавських театрів. В останні роки життя була прикута до ліжка жорстоким ревматизмом, чоловік доглядав її. Отримавши звістку про смерть Калергіс, Ліст влаштував на згадку про неї великий концерт у Веймарі, де вперше виконав присвячену їй сонату. Похована у Варшаві, на Повонзківському цвинтарі.

## Нащадки
Від першого чоловіка мала одну дочку Марію Калерґі (1840—1877), що вийшла в 1857 році в Парижі заміж за дипломата Франца-Карла Куденгове (1825—1893), причому їх старший син Генріх одружився з японкою Міцуке Аояма і в 1903 році отримав право називатися графом Куденгове-Калерґі (Куденгоф-Калерґі).
Листи Калерґіс до доньки та інших кореспондентів — багате джерело відомостей про епоху. Основні видання епістолярної спадщини:
- Marie von Mouchanoff-Kalergis geb. Gräfin Nesselrode in Briefen an ihre Tochter; ein Lebens- und Charakterbild/ Ida Maria Lipsius [La Mara], Hrsg. Leipzig: Breitkopf & Härtel, 1911
- Listy do Adama Potockiego. Warszawa: Państwowy Instytut Wydawniczy, 1986